# Вуга, Эмили

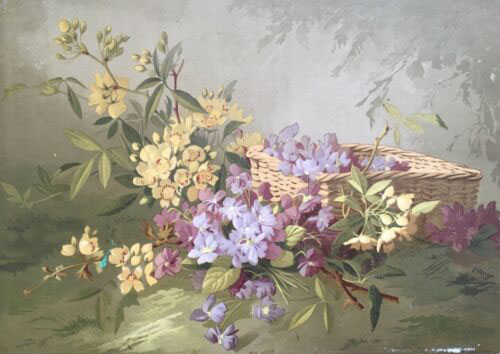
Одна из работ Эмили Вуга

Эмили Вуга (фр. Emilie Vouga, урождённая Прадес (Pradès); 1840—1909) — швейцарская художница, ботанический иллюстратор.

## Биография
Родилась в 1840 году (по другим данным в 1838 году) в городе Веве.
Став художницей, Эмили изображала на своих картинах цветы и птиц. Работала акварелью и маслом. Некоторые её работы в технике хромолитографии изображали отдельные природные растения и были изданы в виде цветных книг.
У Эмили Вуга брала уроки ботанической иллюстратрации американская художница Аделия Гейтс.
В настоящее время её картины популярны в качестве постеров и представлены на международных аукционах.
Умерла в 1909 году в Женеве.